# アートバンライン
アートバンライン株式会社は、アート引越センター（創業時の社名はアートコーポレーション）の物流事業強化のために設立された企業である。
アート引越センターとの取引の他、大手メーカーのロジスティクス部門なども担当している。

## 企業概要
- 本社 - 大阪府大阪市
- 支店 - 大阪（茨木市）、名古屋（丹羽郡大口町）、東京（習志野市）、岩手（花巻市）、仙台（仙台市宮城野区）、佐野（佐野市）、埼玉（和光市）、三郷（三郷市）、多摩（八王子市）、海老名（海老名市）、成田（印旛郡酒々井町）、習志野（習志野市）、東京中央（市川市）、神奈川（横浜市神奈川区）、大阪北（茨木市）、舞洲（大阪市此花区）、岡山（岡山市北区）、北九州市（北九州市八幡西区）、福岡（福岡市東区）、熊本（八代市）

- 事業内容
  - 一般貨物自動車運送事業
  - 貨物軽自動車運送事業
  - 貨物利用運送事業
  - 倉庫業
  - 梱包荷役作業の請負
  - 梱包資材の販売
  - 産業廃棄物収集運搬業
  - 引越事業
  - 人材派遣事業
  - 有料職業紹介事業